# 曼迪巴豪丁
曼迪巴豪丁，曾名蒙哥馬利，是巴基斯坦旁遮普省中部的城市。按人口計，它是巴基斯坦第41大城市，也是曼迪巴豪丁縣的行政中心。该城市海拔约220公尺，位于傑赫勒姆河與奇納布河之间。
自古以來該地區人民都信仰獅子為聖獸，又名獅子之城（City of Lions）。

## 歷史
曼迪巴豪丁的歷史紀錄可追溯至亞歷山大大帝時代。現曼迪巴豪丁西北約8公里處，在傑赫勒姆河（希臘語為希達斯皮斯河）南岸的村落發生過希達斯皮斯河戰役。該戰役在公元前326年爆發，亞歷山大大帝試圖侵犯古印度國王波羅斯位於今巴基斯坦旁遮普北部的領地。
公元1506年，一名名叫巴哈烏丁的贡達部落首领從古吉拉特遷移至此地，建立了一個名為皮尼·巴豪丁的定居點。這個城市在20世紀初開始發展，當時锡克教徒、印度教徒和穆斯林商人及地主來此定居。1920年，這個地區被命名為曼迪巴豪丁，並在1923 年擴寬所有街道和道路。1924 年，皮尼-巴哈烏丁火車站被命名為曼迪巴豪丁火車站。1937 年，當曼迪巴豪丁成為一個城市時，它被賦予了城鎮委員會的地位，爾後獲得了市政委員會的地位，發展至今。

## 人口
曼迪巴豪丁的人種比例
根據1998年巴基斯坦人口普查，該市人口為99,496人，而到2017年人口普查時，該市人口增加至198,609人，19 年內增長超過 99.62%。
居民多信奉伊斯蘭教，根據2017年的統計，該地的穆斯林佔了98.8%，其中絕大多數為旁遮普人。

## 地理
曼迪巴豪丁位于傑赫勒姆河與奇納布河兩河之间，適合農耕。
1968年，巴基斯坦政府在曼迪巴豪丁建造羅素水壩，用於控制傑赫勒姆河的水流，以進行灌溉和防洪，提升曼迪巴豪丁和薩爾戈達地區的生產力。

### 氣候
曼迪巴豪丁氣候適中，夏熱冬冷。夏季白天的溫度可能上升至48°C（118°F），但冬季最低溫度可能低於 3°C（37°F）。該區域的平均降雨量為 388 毫米。

## 交通運輸
該城市有連接拉合爾-伊斯蘭堡的高速公路（M2高速公路），也有鐵路運輸經過。